# Conus andremenezi
Espèce
Statut de conservation UICN

 LC  : Préoccupation mineure
Conus andremenezi est une espèce de mollusques gastéropodes marins de la famille des Conidae.
Comme toutes les espèces du genre Conus, ces escargots sont prédateurs et venimeux. Ils sont capables de « piquer » les humains et doivent donc être manipulés avec précaution, voire pas du tout.

## Description
La taille de la coquille varie entre 25 mm et 55 mm.

## Distribution
Cette espèce marine est présente au large des Philippines et de la Nouvelle-Calédonie.

### Niveau de risque d’extinction de l’espèce
Selon l'analyse de l'UICN réalisée en 2011 pour la définition du niveau de risque d'extinction, bien que cette espèce soit nouvellement décrite et seulement connue du centre des Philippines, la profondeur de son aire de répartition lui assure probablement une protection et il n'y a pas de menaces majeures connues. Elle est classée dans la catégorie " préoccupation mineure ".

## Taxonomie

### Publication originale
L'espèce Conus andremenezi a été décrite pour la première fois en 2010 par les malacologistes Baldomero M. Olivera (d) et Jason S. Biggs dans la publication intitulée « The Nautilus »,.

### Synonymes
- Conus (Turriconus) andremenezi B. M. Olivera & Biggs, 2010 · appellation alternative
- Kurodaconus andremenezi (B. M. Olivera & Biggs, 2010) · non accepté
- Turriconus (Turriconus) andremenezi (B. M. Olivera & Biggs, 2010) · non accepté
- Turriconus andremenezi (B. M. Olivera & Biggs, 2010) · non accepté

## Identifiants taxonomiques
Chaque taxon catalogué par les bases de données biologiques et taxonomiques possède un identifiant qui permet d'établir un point de référence. Les identifiants de Conus andremenezi dans les principales bases sont les suivants :
BOLD : 596838 - CoL : XWW6 - GBIF : 6104312 - iNaturalist : 431828 - IRMNG : 11793320 - TAXREF : 155456 - UICN : 192540